# Joachim Hubertus Nowack
Joachim Hubertus Nowack (* 10. Dezember 1935 in Oppeln) ist ein deutscher Politiker (DSU, CDU).
Nowack wuchs in Schlesien auf und kam nach Flucht und Vertreibung 1947 in Leipzig an. Nach dem Besuch der Volksschule blieb ihm der Besuch der zum Abitur führenden Oberschule verwehrt, sodass er eine Lehre als Messtechniker absolvierte. Auf dem zweiten Bildungsweg legte er 1960 das Abitur ab. Er studierte Physik an der Karl-Marx-Universität Leipzig und erwarb dort 1967 einen Anschluss als Diplom-Physiker. Er arbeitete als EDV-Fachmann in der Industrie, unter anderem bei Leuchtenbau Leipzig.
Nowack war Mitgründer der CSU in Sachsen und Thüringen sowie der DSU, bei der er im Februar 1990 zum stellvertretenden und geschäftsführenden Vorsitzenden wurde. Im März wurde er in die letzte Volkskammer gewählt. Im Juli verließ er die DSU wieder und trat im September der CDU bei. Von Oktober bis Dezember 1990 gehörte er dem Deutschen Bundestag an.